# Tetranchyroderma symphorochetum
Tetranchyroderma symphorochetum är en djurart som tillhör fylumet bukhårsdjur, och som beskrevs av Hummon, Todaro, Tongiorgi och Francesco Balsamo 1998. Tetranchyroderma symphorochetum ingår i släktet Tetranchyroderma och familjen Thaumastodermatidae. Inga underarter finns listade i Catalogue of Life.